# The Banana Boat Song (Freddy-Quinn-Lied)
The Banana Boat Song ist Freddy Quinns Coverversion von Banana Boat Song, die 1956 erschien. Ursprünglich geht das Lied auf das Volkslied Day Dah Light zurück.

## Entstehung
Als Verfasser des Liedes werden Alan Arkin, Bob Carey und Erik Darling geführt. Bei der Gesellschaft für musikalische Aufführungs- und mechanische Vervielfältigungsrechte ist das Lied unter der GEMA-Werk.-Nummer 974298-001 eingetragen, die drei Verfasser sind als Textdichter und Bearbeiter angegeben. Als Originalverlag ist Edward B. Marks Music Company und als Sub-Verleger Siegel Ralph Maria Musik Edition eintetragen. Laut hitparade.ch geht Quinns Version auf die Version von Edric Connor and The Caribbeans zurück, die das Lied 1952 veröffentlichten.

## Veröffentlichungen

### Erste Veröffentlichungen
Unter der Polydor-Katalognummer P 49639 erschien The Banana Boat Song als Single 1956 in Norwegen.
In Deutschland erschien The Banana Boat Song 1957 – als Single mit Don’t Forbid Me auf der B-Seite; die Musik wurde von Horst Wende and his Rhythm Boys gespielt. Diese Single erschien im Musiklabel Polydor unter der Katalognummer 49 639 auf Schellackplatte in Deutschland, die Veröffentlichung geschah unter der Rechtegesellschaft DARES. Unter der Katalognummer 22 639 erschien die Single auf Vinylschallplatte. Es gibt zwei Versionen, die sich in der Formulierung und Platzierung des Urheberrechts am äußeren Rand der Schallplatte unterscheiden. Unter der Katalognummer 49639 erschien die Single im selben Musiklabel im Königreich Dänemark, hier fungierte Nordisk Copyright Bureau (NCB) als Rechtegesellschaft.
Im selben Jahr erschien das Lied auf Quinns Extended-Play-Album Here’s Freddy!. Es erschien im Musiklabel Polydor unter der Katalognummer EPH 20 575 in Deutschland, die Herstellung erfolgte durch die Deutsche Grammophon Gesellschaft. Das Album erschien auch mit leicht veränderter Katalognummer 20 575 EPH. Unter dem Titel Aquí Freddy! erschien das Album 1959 in Spanien.
1957 war das Lied auf dem Extended-Play-Album Bananen aus Jamaika, das noch Abschied von Jamaika und He Bananas von John Fonda sowie Jamaika-Joe von Frank Forster und Die Teddies enthielt. Dieses Album erschien im Oktober 1957 im Musiklabel Polydor unter der Katalognummer 20 319. Auf 45cat und Rate Your Music ist als Veröffentlichung dieses Albums das Jahr 1958 angegeben.
Freddy Quinn und Horst Wende veröffentlichten das Lied 1957 auf Französisch, wobei Jacques Larue aus zusätzlicher Verfasser geführt wird. Diese Version erschien auf dem Extended-Play-Album Voilà Freddy!. Dieses Album erschien im Musiklabel Polydor unter der Katalognummer 20 757 EPH, der Druck geschah durch Dillard et Cie. Imp. Paris. Laut Aufdruck auf der Schallplatte wurde sie in Frankreich hergestellt. Unter derselben Katalognummer erschien das Album auch unter dem Titel Day O, hier ist als Rechtegesellschaft Bureau International de l’Edition Mecanique angegeben. Anders als bei Discogs gelistet, wird auf hitparade.de und bei den Deutschen Singlecharts 1959 als Jahr der Veröffentlichung genannt.
Die Veröffentlichung konnte sich nicht in den Charts der D-A-CH-Länder platzieren.

### Weitere Veröffentlichungen
Freddy Quinn veröffentlichte The Banana Boat Song auf mehreren Kompilationsalben. 1987 erschien das Lied auf dem Kompilationsalbum Have I Told You Lately That I Love You, das im Musiklabel Bear Family Records unter der Katalognummer BFX 15312 und im Musiklabel Polydor unter der Katalognummer 831 531-1 im Rahmen der Albeserie Freddy Quinn Edition (Teil 2) erschien. Im selben Jahr war das Lied auf dem Kompilationsalbum Seul Au Monde, das unter den Katalognummern BFX 15315 (Bear Family Records) und 831 534-1 (Polydor) im Rahmen derselben Albenserie (Teil 5) erschien.
Auf dem Kompilationsalbum Fernweh und Sehnsucht (2000) war das Lied vorhanden. Dieses Achtfachalbum auf Compact Disc wurde im Musiklabel Bear Family Records unter der Katalognummer BCD 15586 HI in Deutschland veröffentlicht.
2008 war das Lied auf dem Kompilationsalbum Einmal in Tampico, das im Musiklabel Flex Media Entertainment unter der Katalognummer SOUN032 im Vereinigten Königreich erschien, das Glasmastering erfolgte durch Iberdisc. Im selben Jahr erschien im Vereinigten Königreich im Musiklabel Weton-Wesgram unter der Katalognummer KW004 das Kompilationsalbum 25 Lieder, das 16 Lieder von Freddy Quinn beinhaltete. The Banana Boat Song ist bei dieser Version von Caterina Valente, Freddy Quinn, Horst Wende und seine Calypso-Band, Ladi Geisler, Helmut Zacharias mit seinen verzauberten Geigen und Kurt Edelhagen.
The Banana Boat Song war 2010 auf dem Kompilationsalbum Der Legionär, das als Doppelalbum im Musiklabel Documents unter der Katalognummer 232854 erschien.
2011 war das Lied auf vier Kompilationsalben; Die größten Stimmen unserer Zeit (Musiklabel Disky), Danke Freddy (Musiklabel Spectre Media), Heimweh (Musiklabel Supreme Media) und Die Guitarre und das Meer (Musiklabel Vintage Music).
2017 war The Banana Boat Song auf dem Kompilationsalbum Freddy Quinn, das im Musiklabel Calle Mayor unter der Katalognummer VM1000 im Rahmen der Albenserie Vintage Music Collection (Nr. 140) erschien. 2020 erschien das Lied noch auf dem Kompilationsalbum Seine großen Erfolge.